# Joachim Bruun de Neergaard (komponist)
 Der er flere personer med dette navn, se Joachim Bruun de Neergaard.
Joachim Bruun de Neergaard (27. april 1877 i Stubberup, Sjælland – 31. oktober 1920) var en dansk komponist.
Han blev student 1895 og gik den studerende vej og blev juridisk kandidat 1901, men helligede sig tidligt musikken med Orla Rosenhoff, Ove Christensen og Johan Svendsen som lærere. Han debuterede som komponist 1906 og som dirigent 1910. Komponist af en række større og mindre værker, en symfoni, en koncertouverture og et impromptu over navnet »Gade«, værker for kammermusik (violinsonate, strygekvartet, klaverkvintet) samt pianostykker. Han var ugift.